# Ezgi Mola
Ezgi Mola, all'anagrafe Mercan Ezgi Mola (Istanbul, 29 marzo 1983), è un'attrice turca.

## Biografia
Nata nel 1983 a Istanbul (Turchia) e originaria di Malatya, Ezgi Mola ha completato i propri studi presso la scuola elementare Hasan Ali Yücel, la scuola elementare Turhan e Mediha Tansel, la scuola secondaria Kadir Rezan Has e la scuola superiore Halit Armay. Il suo interesse per la recitazione l'ha portata a frequentare corsi di recitazione presso il Centro d'arte Müjdat Gezen, mentre frequentava ancora il liceo. Dopo aver completato gli studi liceali, ha studiato in quest'ultimo centro per quattro anni, dove ha conseguito la laurea come Miglior studentessa del dipartimento. Successivamente, per un periodo di due anni, ha seguito una formazione teatrale con lezioni impartite da Aydoğan Temel. Nel 1998 e nel 1999 ha avuto la sua prima esperienza teatrale nello spettacolo Çürük Elma.
Nel 2000, prima di compiere diciotto anni, ha maturato la sua prima esperienza televisiva nella serie Karate Can. Nel 2005 ha iniziato a lavorare per alcuni spettacoli teatrali presso il Centro Culturale Beşiktaş. Nello stesso anno ha fatto il suo debutto cinematografico con il ruolo di Lerzan Berrak nel film Organize İşler diretto da Yılmaz Erdoğan. Nel 2005 e nel 2006 ha riscosso popolarità dopo aver interpretato il ruolo di Gülay nella serie Hırsız Polis. Nel 2006 ha ricoperto il ruolo di Ahu nel film Hayatımın Kadınısın diretto da Uğur Yücel e quello di Hemşire nel film Il pagliaccio (Hokkabaz) diretto da Cem Yılmaz.
Nel 2008 ha interpretato il ruolo di Kezo nella serie Kolay Gelsin e quello di Esra nella serie Sınıf. Dal 2008 al 2010 ha ottenuto il ruolo di Feride Yalçın nella serie Canım Ailem, seguito nel 2010 dal ruolo di Ayşe nella serie Güneydoğudan Öyküler Önce Vatan e nel 2011 dal ruolo di Hazal Sertel nella serie Bir Ömür Yetmez. Nel 2012 ha vestito i panni di Şenay nella serie Yalan Dünya e quelli di Leman Aksular nella serie Kötü Yol. Nel 2013 è apparsa nello spot pubblicitario delle patatine Patos e Defacto. Dal 2013 al 2015 ha preso parte al programma televisivo Arkadaşım Hoşgeldin. Nel 2015 è stata testimonial per lo spot pubblicitario del dentifricio Ipana di Procter & Gamble. Nel 2020 ha ricoperto il ruolo di İpek nella serie Jet Sosyete.
Dal 2020 al 2022 è stata scelta per interpretare il ruolo di Safiye Derenoğlu nella serie Masumlar Apartmanı. Nel 2021 ha vestito i panni di Seçkin nel film Seni Buldum Ya! diretto da Reha Erdem. L'anno successivo, nel 2022, ha preso parte al cast della web serie Il produttore (Erşan Kuneri), nel ruolo di Alev Alev. Nel 2024 ha ricoperto il ruolo di Ayten nella web serie Dünyayı Değiştiren Ayten.

## Vita privata
Ezgi Mola dall'8 maggio 2023 è sposata con l'imprenditore Mustafa Aksakallı, dal quale ha avuto un figlio che si chiama Can, nato nel novembre dello stesso anno.

## Controversie
Nell'agosto 2020 Ezgi Mola ha criticato un soldato turco, Musa Orhan, il quale è stato scarcerato dal carcere, nonostante fosse accusato di violenza sessuale a Siirt, e la cui vittima curda, İpek Er, è deceduta in ospedale. Nel giugno 2021 sia l'avvocato di Orhan che l'ufficio del pubblico ministero capo hanno intentato una causa contro Ezgi, chiedendo una pena detentiva fino a due anni e quattro mesi. Nel maggio 2022 Ezgi è stata multata di oltre 400 dollari per aver insultato Orhan.

## Filmografia

### Attrice

#### Cinema
- Organize İşler, regia di Yılmaz Erdoğan (2005)
- Hayatımın Kadınısın, regia di Uğur Yücel (2006)
- Il pagliaccio (Hokkabaz), regia di Cem Yılmaz (2006)
- Ejder Kapanı, regia di Uğur Yücel (2010)
- Veda, regia di Zülfü Livaneli (2010)
- Celal Tan ve Ailesinin Aşırı Acıklı Hikayesi, regia di Onur Ünlü (2011)
- Dedemin İnsanları, regia di Çağan Irmak (2011)
- Pazarları Hiç Sevmem, regia di Rezzan Tanyeli (2012)
- Celal ile Ceren, regia di Togan Gökbakar (2013)
- Sen Aydınlatırsın Geceyi, regia di Onur Ünlü (2013)
- Cold (Soğuk), regia di Uğur Yücel (2013)
- Un lieto fine per il capo (Patron Mutlu Son İstiyor), regia di Kıvanç Baruönü (2013)
- Parla con tuo marito (Kocan Kadar Konuş), regia di Kıvanç Baruönü (2015)
- Kocan Kadar Konuş: Diriliş, regia di Kıvanç Baruönü (2016)
- Maide'nin Altın Günü, regia di Caner Özyurtlu (2017)
- Kelebekler, regia di Tolga Karaçelik (2018)
- Aydede, regia di Abdurrahman Öner (2018)
- Kral Şakir: Oyun Zamanı, regia di Haluk Can Dizdaroğlu e Berk Tokay (2018)
- Lady Winsley'i Kim Öldürdü?, regia di Hiner Saleem (2019)
- Organize İşler Sazan Sarmalı, regia di Yılmaz Erdoğan (2019)
- Seni Buldum Ya!, regia di Reha Erdem (2021)
- Alice Müzikali, regia di Serdar Bilis (2023)

#### Televisione
- Karate Can – serie TV (TGRT, 2000)
- Unutma Beni – serie TV, 3 episodi (Fox, 2002)
- Sultan Makamı – serie TV (Kanal D, 2003)
- Sevinçli Haller – serie TV (ATV, 2004)
- Görünmez Adam – serie TV, 3 episodi (ATV, 2004)
- Hızlı Adımlar, regia di Aydin Bulut – film TV (ATV, 2004)
- Hırsız Polis – serie TV (Kanal D, 2005-2006)
- Senden Başka – serie TV, 19 episodi (ATV, 2007)
- Kolay Gelsin – serie TV (Kanal 1, 2008)
- Sınıf – serie TV, 6 episodi (Show TV, 2008)
- Canım Ailem – serie TV, 63 episodi (ATV, 2008-2010)
- Güneydoğudan Öyküler Önce Vatan – serie TV (Show TV, 2010)
- Bir Ömür Yetmez – serie TV (Star TV, 2011)
- Yalan Dünya – serie TV (Kanal D, 2012)
- Kötü Yol – serie TV, 13 episodi (Kanal D, 2012)
- Jet Sosyete – serie TV, 1 episodio (Star TV, 2020)
- Masumlar Apartmanı – serie TV, 71 episodi (TRT 1, 2020-2022)

#### Web TV
- Bartu Ben – web serie, 1 episodio (BluTV, 2018)
- Il produttore (Erşan Kuneri) – web serie, 8 episodi (Netflix, 2022)
- Dünyayı Değiştiren Ayten – web serie (Disney+, 2024)

### Doppiatrice

#### Televisione
- Khan Kluay – serie animata (2006)

### Sceneggiatrice

#### Cinema
- Maide'nin Altın Günü, regia di Caner Özyurtlu (2017)

### Produttrice

#### Cinema
- Kar ve Ayi, regia di Selcen Ergun (2022)

## Teatro
- Çürük Elma (1998-1999)
- Adalet Pantolonun Kemeridir, presso il Centro d'arte Müjdat Gezen (2003)
- Yalancı, presso il Centro d'arte Müjdat Gezen (2003)
- Karmakarışık, presso il Centro d'arte Müjdat Gezen (2004)
- Salak Oğlum, presso il Centro d'arte Müjdat Gezen (2004)
- Artiz Mektebi (2005)
- Sizinkiler, presso il Centro Culturale Beşiktaş (2005)
- Hisseli Harikalar Kumpanyası, presso il Centro Culturale Beşiktaş (2007)
- Vur/Yağmala/Yeniden, presso il DOT (2008-2009)
- 10 11 12, presso il teatro Craft (2016)
- Alice Müzikali, presso il Zorlu PSM (dal 2019)

## Programmi televisivi
- Arkadaşım Hoşgeldin (Kanal D, 2013-2015) – Guest star

## Spot pubblicitari
- Eti Form
- Defacto (2013)
- Patos (2013)
- Boyner (2015)
- İpana (2015)
- Oriflame (2015)
- Eti Browni (2019)
- Avon (2019)
- Ford (2020)
- Selsil (2021)
- Hepsiburada (2021)
- ING Bank (dal 2021)
- Baby Turco (dal 2023)

## Riconoscimenti
- Ankara Flying Broom International Women's Film Festival
  - 2012: Vincitrice come Miglior attrice per il film Celal Tan ve Ailesinin Aşırı Acıklı Hikayesi

- Ayakli Gazete TV Stars Awards
  - 2018: Vincitrice come Miglior Youtuber
  - 2021: Vincitrice come Miglior attrice in una serie televisiva per Masumlar Apartmanı

- ELLE Style Awards
  - 2019: Vincitrice come Miglior prestazione dell'anno con Serenay Sarıkaya, Enis Arikan, Şükrü Özyıldız e İbrahim Selim

- Golden Palm Awards
  - 2018: Candidata come Miglior attrice cinematografica per il film Maide'nin Altın Günü
  - 2019: Candidata come Miglior attrice cinematografica per il film Aydede
  - 2020: Candidata come Miglior attrice comica per il film Organize İşler Sazan Sarmalı

- International Izmir Film Festival
  - 2020: Candidata come Miglior attrice in un film per Organize İşler Sazan Sarmalı

- MUFF Malatya International Film Festival
  - 2018: Vincitrice come Miglior attrice per il film Aydede

- Kemal Sunal Culture and Art Award
  - 2010: Vincitrice come Miglior attrice cinematografica per il film Veda

- Pantene Golden Butterfly Awards
  - 2019: Candidata come Miglior influencer
  - 2021: Vincitrice come Miglior attrice per la serie Masumlar Apartmanı
  - 2022: Candidata come Miglior attrice per la serie Masumlar Apartmanı
  - 2022: Vincitrice come Miglior attrice in una serie comica per Il produttore (Erşan Kuneri)

- PRODU Awards
  - 2021: Candidata come Miglior attrice in una serie straniera per Masumlar Apartmanı

- Sadri Alisik Theatre and Cinema Awards
  - 2007: Candidata come Miglior attrice non protagonista per il film Hayatımın Kadınısın
  - 2013: Candidata come Miglior interpretazione di un'attrice in un film comico per Celal ile Ceren
  - 2014: Candidata come Miglior interpretazione di un'attrice in un film comico per Un lieto fine per il capo (Patron Mutlu Son İstiyor)
  - 2016: Candidata come Miglior interpretazione di un'attrice in un film comico per Parla con tuo marito (Kocan Kadar Konuş)
  - 2019: Candidata come Miglior interpretazione di un'attrice in un film drammatico per Aydede

- Turkish Film Critics Association (SIYAD) Awards
  - 2006: Candidata come Miglior attrice non protagonista per il film Hayatımın Kadınısın
  - 2018: Candidata come Miglior attrice per il film Aydede

- Turkey Youth Awards
  - 2016: Vincitrice come Miglior attrice cinematografica per il film Kocan Kadar Konuş: Diriliş
  - 2017: Candidata come Miglior attrice cinematografica per il film Maide'nin Altın Günü
  - 2018: Candidata come Miglior attrice cinematografica per il film Maide'nin Altın Günü
  - 2018: Candidata come Miglior attrice cinematografica per il film Organize İşler Sazan Sarmalı